# Climax (prestidigitation)
 (juillet 2021).
Si vous disposez d'ouvrages ou d'articles de référence ou si vous connaissez des sites web de qualité traitant du thème abordé ici, merci de compléter l'article en donnant les références utiles à sa vérifiabilité et en les liant à la section « Notes et références ».
Pour les articles homonymes, voir Climax.
En prestidigitation ou dans un numéro de magie, le climax désigne le moment fort particulièrement surprenant qui termine un tour.

## Principe
Parfois, le tour est construit avec deux ou trois climax successifs de plus en plus forts. Les premiers pouvant laisser croire que le tour est terminé, concourent à faire baisser l'attention du spectateur.